# Centaurea kachetica
Centaurea kachetica là một loài thực vật có hoa trong họ Cúc. Loài này được (Rehmann ex Boiss.) Gugler mô tả khoa học đầu tiên năm 1907.